# メルメ・カション
ウジェーヌ・エマニュエル・メルメ・カション（Eugène-Emmanuel Mermet-Cachon、1828年9月10日-1889年3月14日）は、幕末に来日したフランス人の神父。日本語に堪能で、レオン・ロッシュの通訳を務めたが、単なる通訳以上の働きをしていたとも言われている。「和春」という和名も用いた。

## 経歴

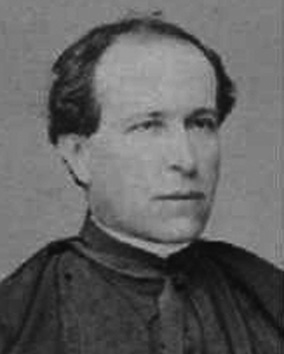
メルメ・カション

カションは1828年9月10日フランス東部ブーシュウ（現ジュラ県）に生まれ、1852年7月11日パリ外国宣教会神学校に入学、1854年4月1日には司祭叙階された。
カションはジラール神父、ルイ・テオドル・フューレ神父と共に、1855年2月26日（安政2年1月10日）にフランス商船リヨン号で琉球王国の首里に到着した。役人や仏僧らに門前払いをくらわされたが、ボンネ船長の協力のもと琉球主席と談判し、3ケ月聖現寺に滞在する許可を得た。しばらくたつと滞在期限が撤廃された。3月2日（1月14日）には上陸を許され聖現寺に住んだが厳重な監視下にあり、さらに那覇の中心部久米村の松屋に移ったが、カトリックへの改宗者は1人しか獲得できなかった。しかし、この間に日本語を習得した。
体調を崩したこともあり、1856年10月（安政3年9月）には一旦香港に戻る。1858年6月（安政5年5月）、日仏修好通商条約締結のフランス特命全権使節として日本に派遣される予定のジャン・バティスト・ルイ・グロ男爵に、通訳として採用された。同年10月9日（安政5年9月3日）、日仏修好通商条約は調印された。このときの日本側全権、外国奉行水野忠徳は、カションが日本語を流暢に話すのに驚いている。芝の真福寺に逗留した後、上海経由で香港に戻り、日本渡航の辞令を待ち、ロシアの通報艦に便乗して、上海、長崎を経て、1859年11月25日（安政6年11月2日）、礼拝堂建設のため箱館に到着。フランス語を教え始め、また箱館奉行竹内保徳（のち文久遣欧使節正使）の協力を得て元町付近に土地を求めて仮聖堂を建てた。さらに病院の建設にも着手したが、病院の方はロシア正教会司祭団が先に建てたため、実現はしなかった。しかし、この計画の中で、竹内や栗本鋤雲と親しく付き合うようになった。また、箱館滞在中に『英仏和辞典』『宣教師用会話書』『アイヌ語小辞典』などを編集した。塩田三郎（のち清国在住特命全権公使）や立広作（文久遣欧使節の通訳）の2人は、カションと同居していたようである。
1863年春頃（文久3年）に箱館を離れ、初代駐日フランス公使ギュスターヴ・デュシェーヌ・ド・ベルクールの通訳として、江戸のフランス公使館に居住するようになる。7月頃、「家庭の事情」でフランスに向けて日本を離れる。このためにフランス外国宣教会から除名された。しかし、フランス滞在は短期間で、1864年4月（文久4年）には日本に戻り、第2代フランス公使として着任したレオン・ロッシュの通訳となった。
1865年4月1日（元治2年3月6日）、横浜仏語伝習所が設立されると、そこの実質的な校長となり、フランス語を教えた。この際、塩田を助手として指名している。メリンスお梶（江戸駒込、光源寺観音堂の堂守の娘）というラシャメンと懇ろだったと言われている。
1866年10月27日（慶応2年9月19日）に日本を離れ、フランスに戻った。当初は再び日本に戻る予定であったようだが、1867年徳川昭武が使節団を率いて渡仏すると、フランス政府からその世話係に任命され、フランスに留まることになった。カションは欧州に5年間留学の予定であった徳川昭武や他の留学生の指導と教育も担当する予定であったが、これに対して使節の向山一履がカションが僧籍にあることを理由に大反対した。結局、使節が4月28日ナポレオン3世に謁見した際には通訳を務めるという名誉は得たが、教育係からは外されてしまった。すると、カションは5月1日に「日本は一種の連邦国家であり、幕府は全権を有していない」という論説をパリの新聞に寄稿したが、これはアーネスト・サトウやシャルル・ド・モンブランら薩摩寄りの人物と同一の主張であった。この論説をフランス政府も無視できず、結果として小栗忠順が成約したフランスからの600万ドルの対日借款が取り消されてしまっている。
1889年3月14日カンヌにて死亡したが、その墓はパリのペール・ラシェーズ墓地（Cimetière du Père-Lachaise）にある。

## 人物
- 宣教師として来日したが、江戸に移ってからは宗教活動はほとんど行っていない。日本語が話せることを活かし、幕府とフランスの関係強化に大きな役割を果たした。ただ、悪徳商人のような動きをしたようで、西郷隆盛からは「奸物」、勝海舟からは「妖僧」と言われている[8]。
- 親友とも言える関係にあった栗本鋤雲も、「小人」であると述べている。実際、徳川昭武の教育係から外されたというだけの理由で、幕府が最もフランスの支持を必要としていたときに、反幕府的な発言をするにいたった。
- お梶という日本人女性と事実婚関係にあった。
- 幕末に来日した外国人の中でもその日本語能力は特に秀でており、「ひとかまい　別れ世界や　さくら花」などといった俳句を詠んでいる。[9]

## カションが登場するTVドラマ
- またも辞めたか亭主殿〜幕末の名奉行・小栗上野介〜（演フロラン・ダバディ）